# Ілінський Ян Станіслав
Граф Ян Станіслав Іллінський (точніше Іліньській, пол. Jan Stanisław Iliński, в російських джерелах також Іван Августович Іллінський, а в деяких помилково Жилінський; (1795 — 1860) — польський композитор і поет з роду Іллінських.
Народився у містечку Романів у родині відомого багатія А. І. Іллінського.
Був на російській державній службі: секретарем канцелярії великого князя Костянтина Павловича у Варшаві, потім у військовому відомстві Міністерства закордонних справ, при петербурзькому дворі. У 1853 р був призначений сенатором. При розслідуванні діяльності декабристів в показаннях двох підслідних фігурував як член Товариства об'єднаних слов'ян, проте ці свідчення не були підтверджені іншими учасниками Товариства і Слідчий комітет ухвалив не вважати Іллінського причетним до справи.
Музичну освіту здобув у Відні у знаменитого Антоніо Сальєрі та Фердинанда Кауера. Написав меси до мінор і ре мінор (прем'єра другої відбулася у Відні в 1826 році), Te Deum, De profundis, Miserere, Stabat Mater і ряд інших духовних творів (переважно для хору з оркестром), симфонію фа мажор, увертюри до п'єс Шекспіра і Шиллера, п'ять маршів для оркестру, два фортепіанні концерти, рондо для скрипки з оркестром, вісім струнних квартетів, фортепіанні і вокальні твори. Опублікував в Парижі кілька віршованих книг французькою мовою.